# Wincenty Poklewski-Koziełł (oficer)
Wincenty Poklewski-Koziełł (ur. 13 października?/25 października 1889 w Talicy, zm. wiosną 1940 w Katyniu) – kapitan broni pancernych Wojska Polskiego, kawaler Orderu Virtuti Militari, ofiara zbrodni katyńskiej.

## Życiorys
Urodził się w Talicy, w ówczesnym ujezdzie kamyszłowskim guberni permskiej, w rodzinie Józefa i Julii. Absolwent gimnazjum w Jekaterynburgu i Akademii Rolniczej w Dublanach. Inżynier rolnik. Od grudnia 1917 w stopniu ułana w 3 pułku ułanów w I Korpusie Polskim w Rosji. Odznaczony Amarantową Wstążką. Po powrocie do kraju, wstąpił w 1918 do Wojska Polskiego, wcielony do 3 pułku ułanów. Do maja 1920 roku instruktor w Centralnej Szkole Podoficerskiej w Przemyślu. Walczył w wojnie polsko-bolszewickiej. Został odznaczony Orderem Virtuti Militari za bitwę pod Kraszewem 10 sierpnia 1920 (wniosek podpisał dowódca 2 Dywizji Jazdy płk Gustaw Orlicz-Dreszer). Był dowódcą szwadronu w 203 Ochotniczym pułku ułanów. W 1923 był oficerem rezerwy 27 pułku ułanów. W 1924 roku jako oficer zatrzymany w służbie czynnej służył w 8 pułku strzelców konnych w stopniu rotmistrza rezerwy ze starszeństwem z dniem 1 czerwca 1919 i 215 lokatą w korpusie oficerów kawalerii.
W okresie międzywojennym w 1921 r. w stopniu rotmistrza przeniesiony do rezerwy. W 1924 ponownie w wojsku, wysłany do Szkoły Samochodów Pancernych w Saumur we Francji. W listopadzie 1925 roku jako oficer rezerwy powołany do służby czynnej został zatwierdzony na stanowisku młodszego oficera w 1 szwadronie samochodów pancernych w Grodnie, z równoczesnym przeniesieniem z 8 pułku strzelców konnych do 10 pułku ułanów. W 1928 roku był dowódcą szwadronu samochodów pancernych 5 Samodzielnej Brygady Kawalerii w Krakowie. Od sierpnia 1929 w stanie spoczynku.
W 1934 roku pozostawał w ewidencji Powiatowej Komendy Uzupełnień Kraków Miasto. Posiadał przydział do Oficerskiej Kadry Okręgowej Nr V. Był wówczas „przewidziany do użycia w czasie wojny”. Następnie został przeniesiony do korpusu oficerów broni pancernych, w stopniu kapitana, i przydzielony ewidencyjnie do Powiatowej Komendy Uzupełnień Wilejka.
Prowadził własny majątek Ludwinowo, pow. wilejski.
Wzięty do niewoli przez Sowietów, osadzony w Kozielsku. Według stanu na dzień 16 listopada 1939 i 14 stycznia 1940 był jeńcem obozu w Kozielsku. W spisie z 16 listopada ujęty jako chory w lazarecie jenieckim. Między 19 a 21 kwietnia 1940 przekazany do dyspozycji naczelnika smoleńskiego obwodu NKWD – lista wywózkowa 036/4 poz. 6 z dnia 16 kwietnia 1940. Został zamordowany między 20 a 22 kwietnia 1940 przez NKWD w lesie katyńskim. Nie został zidentyfikowany podczas ekshumacji prowadzonej przez Niemców w 1943. Krewni do 1990 poszukiwali informacji przez Biuro Informacji i Badań Polskiego Czerwonego Krzyża w Warszawie. Jego grób symboliczny znajduje się na warszawskim cmentarzu Powązkowskim (kwatera Z-3-26).

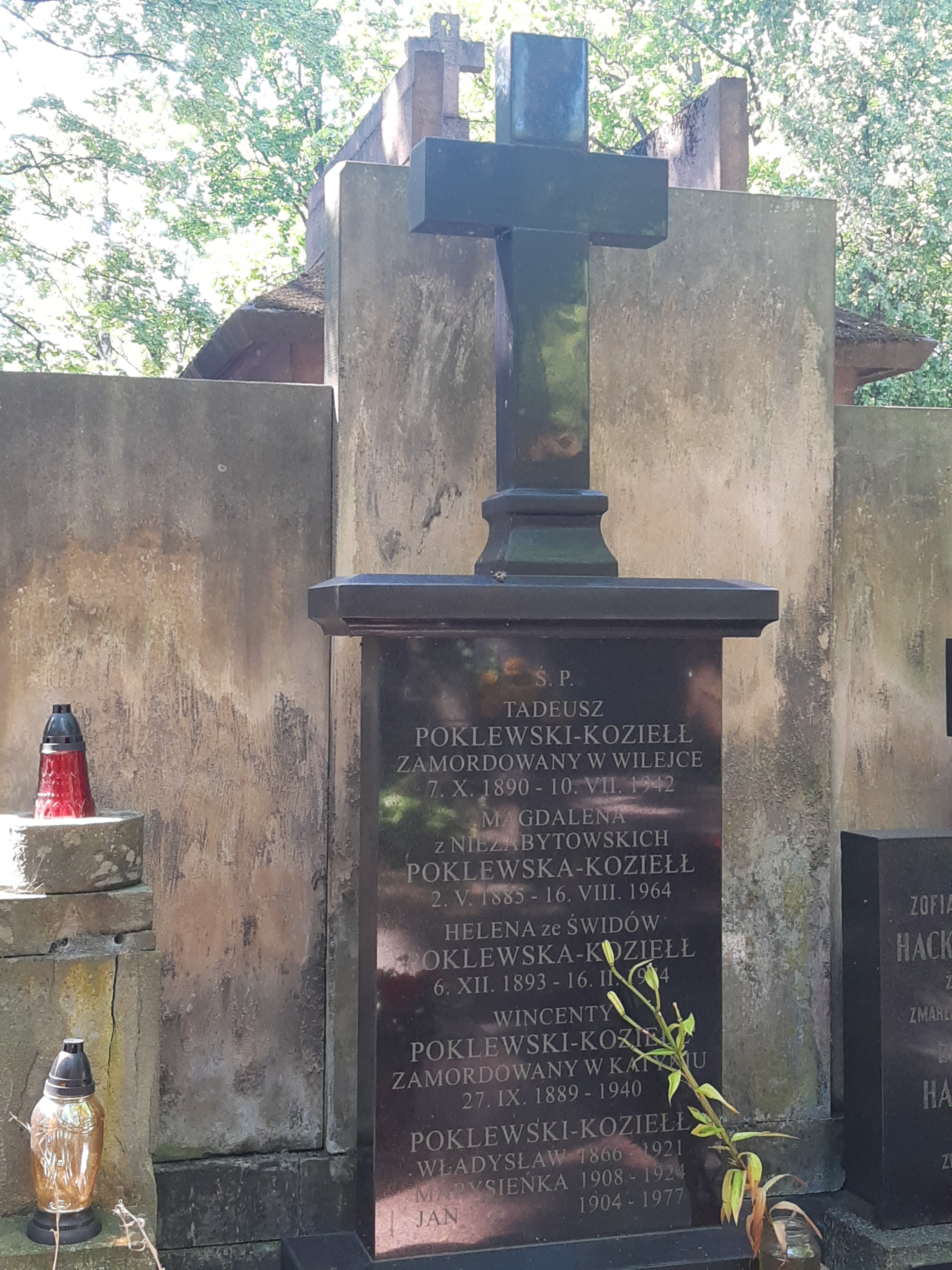
Grób gen. Władysława i symboliczny Wincentego Koziełł-Poklewskiego na Starych Powązkach

Był trzykrotnie żonaty. Miał syna Ryszarda (1919–1988) i córkę Barbarę (1924–1995).

## Ordery i odznaczenia
- Krzyż Srebrny Orderu Virtuti Militari nr 2820 – 29 października 1921[14][15]
- Krzyż Walecznych (dwukrotnie, w tym po raz pierwszy, w zamian za Amarantową wstążkę)[16]
- Złoty Krzyż Zasługi (15 września 1937)[17]
- Srebrny Krzyż Zasługi (10 listopada 1928)[18]
- Odznaka Pamiątkowa 1 Korpusu Polskiego w Rosji
- Medal Zwycięstwa[19]

## Upamiętnienie
- Minister Obrony Narodowej Aleksander Szczygło decyzją Nr 439/MON z 5 października 2007 awansował go pośmiertnie na stopnień majora. Awans został ogłoszony 9 listopada 2007, w Warszawie, w trakcie uroczystości „Katyń Pamiętamy – Uczcijmy Pamięć Bohaterów”.
- Krzyż Kampanii Wrześniowej – zbiorowe, pośmiertne odznaczenie pamiątkowe wszystkich ofiar zbrodni katyńskiej (1 stycznia 1986).